# 澤蝮蛇
澤蝮蛇屬（學名：Proatheris）是蛇亞目蝰蛇科蝰亞科下的一個單型有毒蛇屬，屬下只有澤蝮蛇（P. superciliaris）一種分布於坦桑尼亞、莫桑比克、馬拉維一帶的陸行蛇種。目前未有任何亞種被確認。

## 特徵
澤蝮蛇是一種體型細小的蛇類，體長約有40至60公分，雌蛇一般比雄蛇為大。牠們通常棲息於灌木林、泛濫平原等地方，多出沒於少受放牧活動破壞的陸地。不過牠們會尋找有足夠水分的棲息地，這是為了讓作為其主要食糧的掘地型齧齒目動物能夠於當地生存。除了齧齒目動物（如鼠類）外，澤蝮蛇亦進食蛙類及蟾蜍。另外，澤蝮蛇的其中一個特色是擁有一條靈活的捲纏尾。
毒性方面，根據1988年一位名叫Els的學者的研究指出，曾有一位24歲的青年被一條長約20公分的澤蝮蛇所咬，結果除了傷口感到疼痛外並沒有發生嚴重的神經中毒。澤蝮蛇曾因頭骨構造與及尾巴特性上的分類方針，而被置於樹蝰屬（Atheris）之下；獨立後，其學名「Proatheris」正反映了牠之前曾經（Pro）是樹蝰屬（atheris）的一份子。

## 地理分布
澤蝮蛇主要分布於東非。

## 備註
1. 1 2  McDiarmid RW、Campbell JA、Touré T：《Snake Species of the World: A Taxonomic and Geographic Reference, vol. 1》頁511，Herpetologists' League，1999年。ISBN 1-893777-00-6
2. ↑  Spawls S、Branch B：《The Dangerous Snakes of Africa》頁192，杜拜：Ralph Curtis Books，Oriental Press，1995年。ISBN 0-88359-029-8
3. ↑  （英文）TIGR爬蟲類資料庫：澤蝮蛇屬
4. ↑  . ITIS. 2006  [31 July, 2006].
5. 1 2  Mallow D、Ludwig D、Nilson G：《True Vipers: Natural History and Toxinology of Old World Vipers》頁359，佛羅里達州：Krieger Publishing Company，2003年。ISBN 0-89464-877-2

## 外部連結
- （英文）Herpbreeder：澤蝮蛇屬 （页面存档备份，存于）
- （英文）Swissherp：澤蝮蛇圖片
- 澤蝮蛇圖片